# 해양 포유류

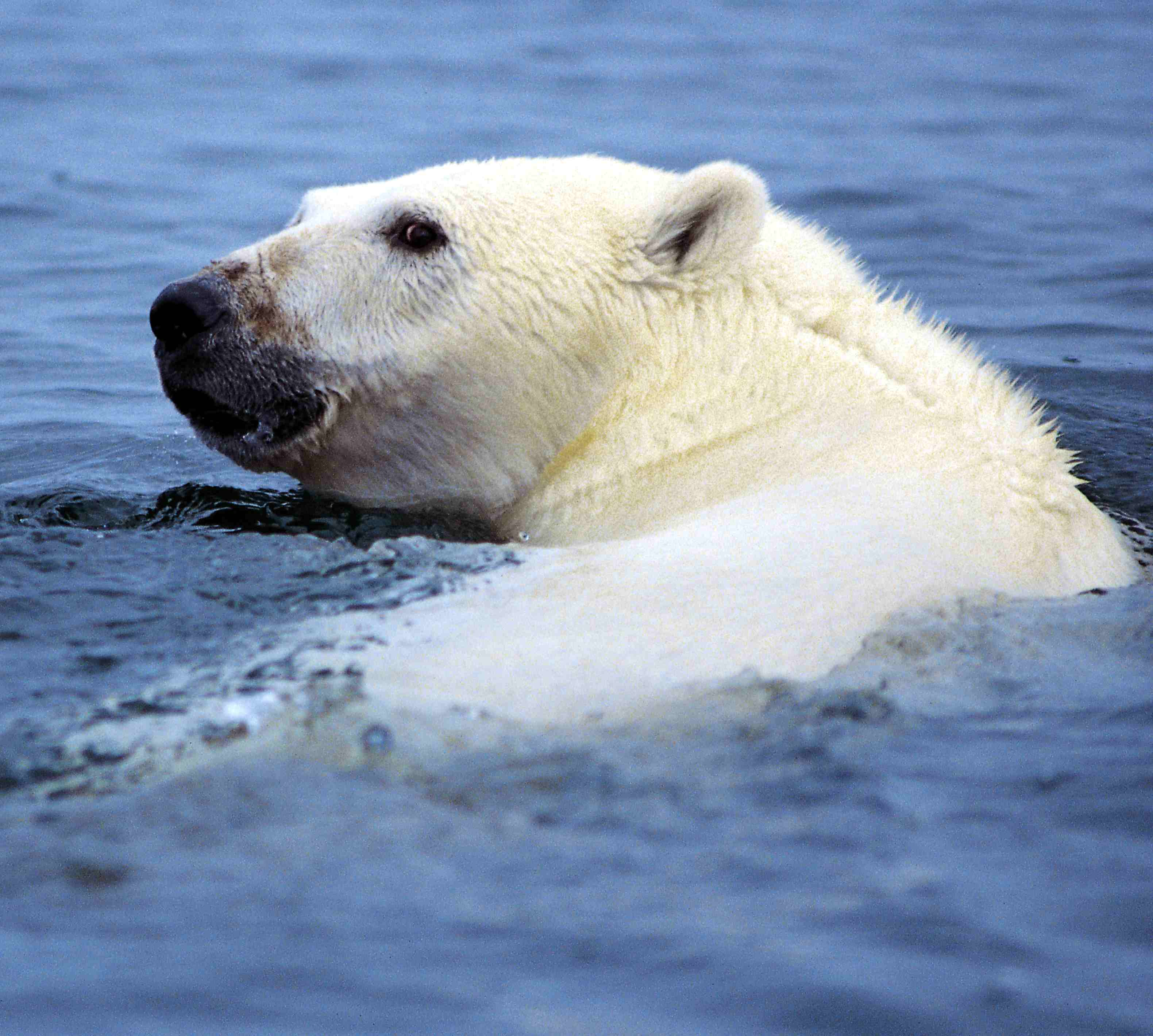
북극곰

해양 포유류(海洋哺乳類, 영어: marine mammal)는 바다에 서식하는 포유류를 뜻한다. 대부분의 포유류는 육상에서 진화했으나, 해양 포유류는 다시 바다로 되돌아갔다.다

## 계통
해양 포유류는 다섯 계통으로 이루어져 있다.
1. 바다소목: 듀공, 매너티
2. 식육목 곰과: 북극곰
3. 식육목 기각상과: 물범, 물개, 바다사자, 바다코끼리
4. 식육목 족제비과: 해달
5. 고래목: 고래, 돌고래

## 구분
해양 포유류는 서로 다른 조상으로부터 따로 진화했으며, 수렴진화의 좋은 예가 된다.
포유류는 원래 육상에서 진화하여 등뼈도 달리기에 유리하도록 위아래 방향으로의 움직임이 편하나, 좌우로의 움직임에는 제약이 많다. 따라서 해양 포유류도 등뼈를 위아래로 움직여 헤엄친다. 반대로 물고기는 대개 등뼈를 좌우로 움직여 헤엄치는데, 이 이유로 물고기의 꼬리지느러미는 대개 세로 방향이지만, 해양 포유류의 꼬리는 가로로 놓여 있다.